# حمام قدیمی ماکو
حمام قدیمی ماکو مربوط به دوره صفوی است و در ماکو، بافت قدیمی شهر واقع شده و این اثر در تاریخ ۲۵ اسفند ۱۳۸۰ با شمارهٔ ثبت ۵۰۷۲ به‌عنوان یکی از آثار ملی ایران به ثبت رسیده است.